# Liebe in Fesseln (1947)
Liebe in Fesseln (Originaltitel: Cass Timberlane) ist ein US-amerikanischer Liebesfilm von George Sidney aus dem Jahr 1947. Das Drehbuch verfassten Donald Ogden Stewart und Sonya Levien nach Sinclair Lewis’ Roman Cass Timberlane: A Novel of Husbands and Wives, der erstmals 1945 in New York erschien. Die Hauptrollen in dieser Geschichte um einen älteren Richter, der eine nicht standesgemäße junge Frau heiratet, sind mit Spencer Tracy, Lana Turner und Zachary Scott besetzt. Alternativtitel ist Fesseln der Liebe.

## Handlung
Der Film spielt in einer amerikanischen Provinzstadt in den 1940er Jahren. Im Gerichtssaal begegnen sich die junge Jinny Marshland und der gesetzte ältere Richter Cass Timberlane. Dieser ist von der Schönheit des Mädchens so entzückt, dass er ihr ins Armenviertel folgt. Dort treffen sie wieder aufeinander. Es dauert nicht lange, und Timberlane führt seine Eroberung – sehr zum Leidwesen seiner Verwandten und Freunde – vor den Traualtar. Der Einzige, der für Timberlanes Verhalten Verständnis aufbringt, ist sein wesentlich jüngerer Freund Bradd Criley, ein erfolgreicher Rechtsanwalt. In der Ehe kriselt es alsbald, denn die junge Frau muss gegen die engherzigen Traditionen und die Vorurteile der „besseren“ Gesellschaft, der sie ja jetzt selbst angehört, ankämpfen. Nach einiger Zeit stürzt sich Jinny in eine Affäre mit Bradd. Ein Kind, das die Eheleute vielleicht aufs Neue hätte verbinden können, stirbt schon kurz nach der Geburt.
Cass ist erleichtert, als sein Freund nach New York versetzt wird. Als der Richter aber in dieser Stadt einen Termin wahrnehmen muss, sucht seine Frau Bradd in dessen Wohnung auf. In Jinny wächst die Angst, in ihre heimatliche Enge zurückkehren zu müssen. Immer öfter kommt es zwischen den Eheleuten zum Streit. Jinny hält es nicht länger bei ihrem Mann aus; sie zieht zu Bradd. Doch bald wird ihre anfängliche Euphorie zerstört, als sie erkennen muss, dass Bradd nur ein Abenteuer bei ihr gesucht hat und nicht willens ist, sie zu heiraten. Ein Selbstmordversuch Jinnys scheitert. Als Cass erfährt, dass seine Frau schwer verletzt ist, sucht er sie im Krankenhaus auf, nimmt sie mit nach Hause und pflegt sie gesund. Dabei stellen beide fest, dass sie trotz aller Gegensätze füreinander bestimmt sind. Gemeinsam wagen sie einen neuen Anfang.

## Vorgeschichte
Im April 1945 war in der Fachzeitschrift der Filmindustrie The Hollywood Reporter zu lesen, dass MGM $ 150.000 für die Filmrechte an Lewis’ Roman gezahlt habe. Nach Angaben von MGM befasste sich der Schriftsteller John O’Hara vom 20. August 1945 bis zum 15. Januar 1946 mit dem Roman und entwarf Charakterstudien für einen Film. Aus weiteren Aufzeichnungen des Studios geht hervor, dass der Dramatiker Sidney Kingsley im April/Mai 1946 mit einem Drehbuchentwurf beschäftigt war. Wie groß die Einflussnahme beider am fertigen Film war, ist nicht bekannt. Teils gingen immer wieder durchgeführte Änderungen auch auf den in Amerika zu beachtenden Hays Code zurück. Aber auch Turner verlangte Drehbuchänderungen. Die Schauspielerin, die gerade erst das Filmdrama Taifun beendet hatte, wo ein britischer Akzent von ihr verlangt worden war, war nun gehalten einen sehr amerikanischen Charakter zu spielen. Sie musste sich ad hoc in der Sprache, Make-up, Haaren und Kostümen völlig neu einstellen, was einige Schwierigkeiten mit sich brachte. Zudem war diese Zeit auch von persönlichen Problemen belastet durch ihre Beziehung zu dem noch mit der französischen Schauspielerin Annabella verheirateten Tyrone Power, wobei ihr bewusst war, dass das ihrer Karriere empfindlich hätte schaden können, sodass sie sich, als sie schwanger wurde, zu einer Abtreibung entschloss.
Im August 1945 berichtete das Magazin, dass MGM Spencer Tracy oder Walter Pidgeon für die Titelrolle ins Auge gefasst habe. Letztgenannter erschien im fertigen Film in einem kurzen Cameo. David O. Selznick sollte für die Produktion und Jennifer Jones für die weibliche Hauptrolle gewonnen werden. Nachdem Tracy mit der Titelrolle betraut worden war, verhandelte das Studio laut Hollywood Reporter mit Vivien Leigh für die Rolle an Tracy Seite. Tracy war mit der Wahl des Studios hinsichtlich George Sidney nicht allzu glücklich, hatte er doch auf George Cukor oder Vincente Minnelli als Regisseur gehofft. Virginia Grey war für eine Schlüsselrolle im Gespräch, die Dreharbeiten sollten in Minnesota stattfinden. Der Großteil der Aufnahmen, die zwischen dem 29. März bis 22. Juli 1947 gedreht wurden, entstand schließlich in und rund um Los Angeles.
Im April 1945 erhielt Fay Hendry, die Mutter von Sonya Hendry, laut Hollywood Reporter eine Entschädigung von fast 30.000 Dollar, da das Mädchen, das im Film mitspielen sollte, durch einen herabfallenden Reflektor verletzt worden war.

## Veröffentlichung
In der seinerzeitigen Anzeigenwerbung wurde der Film als TNT, Tracy ’n’ Turner, angekündigt. Beide spielten nicht das erste Mal zusammen. Lana Turner hatte bereits sechs Jahre zuvor in dem Filmdrama Arzt und Dämon Tracys Verlobte gespielt. Es war allerdings nicht das erste Mal, dass der Slogan TNT benutzt wurde. Turners Paarung mit Robert Taylor im Jahr 1941 in dem Gangstermelodram Der Tote lebt wurde ebenso angekündigt.
Die Weltpremiere des Films wurde als Charity-Event für die John Tracy Clinic für taube Kinder ausgerichtet, die 1942 von Spencer Tracys Frau Louise gegründet und nach ihrem eigenen tauben Kind benannt worden war. In den USA konnte man den Film erstmals am 6. November 1947 auf der Leinwand in New York sehen. Im folgenden Jahr lief er dann allgemein in den USA an. Ebenfalls 1948 wurde er in Schweden und Portugal veröffentlicht, 1949 in Finnland und 1950 in Frankreich und Dänemark sowie in Österreich. In der Bundesrepublik Deutschland war er erstmals am 19. September 1950 zu sehen.
Veröffentlicht wurde er zudem in Brasilien, Spanien, Griechenland, Italien, Mexiko und Venezuela.
Lewis’ Roman erschien von Mai bis Oktober 1948 als Fortsetzung in Hearst’s International-Cosmopolitan-Magazin.

## Kritik
Die damalige Filmkritik lobte besonders Lana Turners Leistung in Cass Timberlane, was in der Vergangenheit eher selten der Fall war. Auch Spencer Tracy zollte Turner Anerkennung, indem er ihr bestätigte, dass sie eine „gute Schauspielerin“ sei. Eine Seltenheit insoweit war, dass etliche Kritiker der Meinung waren, der Film sei besser als das Buch von Sinclair Lewis.
Bosley Crowther von der New York Times befand, dass MGM die Geschichte von Lewis gut umgesetzt habe und Spencer Tracy als alternder aber immer noch romantischer Richter prächtig besetzt sei. Keiner, außer vielleicht noch Walter Pidgeon, wäre besser für die Rolle geeignet gewesen. Bemerkenswert sei auch, dass Mr. Pidgeon in einer Cocktailszene auftauche. Allerdings habe das Studio aus Sicherheitsgründen viele bissige Details der sozialen Stagnation und Frustration in der Provinzstadt im mittleren Westen, die in Lewis’ Buch enthalten waren, weggelassen.
Das Branchenblatt Variety lobte vor allem die Leistung von Lana Turner, die in einer Rolle, die ihr eine breite Skala biete, eine „Top-Performance“ liefere, wogegen Spencer Tracys Darstellung im Vergleich fast hölzern wirke. Regisseur George Sidney sei zudem nicht in der Lage, das Tempo des Films für mehr als zwei Stunden zu halten.
Das Lexikon des internationalen Films zog folgendes Fazit: „Gut gespielte Verfilmung eines schwächeren Romans von Sinclair Lewis.“
Cinema befand, Sinclair Lewis sei ein „sensibler Chronist der US-Provinz“ gewesen und war der Ansicht, diese Verfilmung seines Buches ‚Roman über Ehemänner und Ehefrauen‘ sei „etwas aufgeplustert“ geraten, „dank der großen Darsteller“ aber „ein Ereignis“. Fazit: „Ansehnliches Starkino aus Hollywood.“
Auf der Seite ARD.de hieß es: „Fesseln der Liebe ist eine ebenso spannende wie thematisch vielschichtige Verfilmung eines Sinclair-Lewis-Romans mit einem hervorragenden Spencer Tracy und einer glänzenden Lana Turner.“

## Synchronisation
In er deutschsprachigen Fassung sprechen u. a. Paul Klinger auf Spencer Tracy, Gisela Trowe auf Lana Turner und Lu Säuberlich auf Mary Astor.

## Quelle
- Liebe in Fesseln Programm zum Film: Illustrierte Film-Bühne, Nummer 615 (Titelbild: Spencer Tracy und Lana Turner)